# Девід Вайс Галівні
Девід Вайс Хелінні (іврит: דוד וייס הלבני; 27 вересня 1927, Кобилецька Поляна — 29 червня 2022) — американсько-ізраїльський рабин, єврейський науковий співробітник в галузі єврейських наук, професор Талмуда.

## Біографія
Девід Вайс народився у селі Кобилецька Поляна на території тодішньої Чехословаччини Його батьки розлучились, коли йому було 4 роки, і він виріс у домі свого діда, вченого з Талмуду в Сігеті, Румунія.
Під час Голокосту в 16-річному віці його депортували до Освенциму. Через тиждень його перевели до примусового трудового табору Гросс-Розен, потім до А. Л. Вольфсберга, а потім до табору Маутхаузен і був єдиним членом своєї сім'ї, що вижив.
Спочатку він навчався в Єшіві Хаїм у Берліні і йому дозволили не відвідувати лекції через його передові позиції. Протягом наступного десятиліття він закінчив початкову середню школу і отримав ступінь бакалавра в Бруклінському коледжі та ступінь магістра філософії та докторант в Талмуді.
Вайс пізніше змінив своє прізвище на «Халівні», Спочатку він хотів відмовитися від прізвища Вайс, тому що це ім'я охорони в концентраційному таборі, в якому він був інтернований. Він спочатку вирішив змінити своє ім'я на Халивні; Однак поважаючи свого дідуся — вчителя Єшіаху Вайса, він зберігав пам'ять про прізвище, використовуючи складне прізвище Вайс Халівні.
Халивні є автором «Мекорот у'Месорота», прогнозованого десятимісячного коментаря до Талмуду. Він також є автором творів англійської мови «Пешат» та «Дерш», «Відновлено відновлено», мемуари «Книга і меч» та інші. Халивні також служив професором Талмуду і класичної раббініки в департаменті релігії Колумбійського університету.
У липні 2005 року Халинні пішов з Колумбійського університету. В даний час він живе в Ізраїлі та викладає в єврейському університеті в Єрусалимі та в університеті Бар Ілан.